# 마이클 오헤어
마이클 오헤어(Michael O'Hare, 1952년 5월 6일 ~ 2012년 9월 28일)는 미국의 배우이다.

## 출연 작품
- 전함 바비론 (1994)
- 법과 질서 (1990)
- 앰브런스 (1990)
- 두 얼굴의 사나이 4 (1989)
- 브룩클린으로 가는 마지막 비상구 (1989)
- 데들리 포스 (1986)
- 천사의 분노 2 (1986)
- C.H.U.D. (1984)
- 이중 추적 (1981)
- 원 라이프 투 리브 (1968)